# Toiletteur
 (mars 2011).

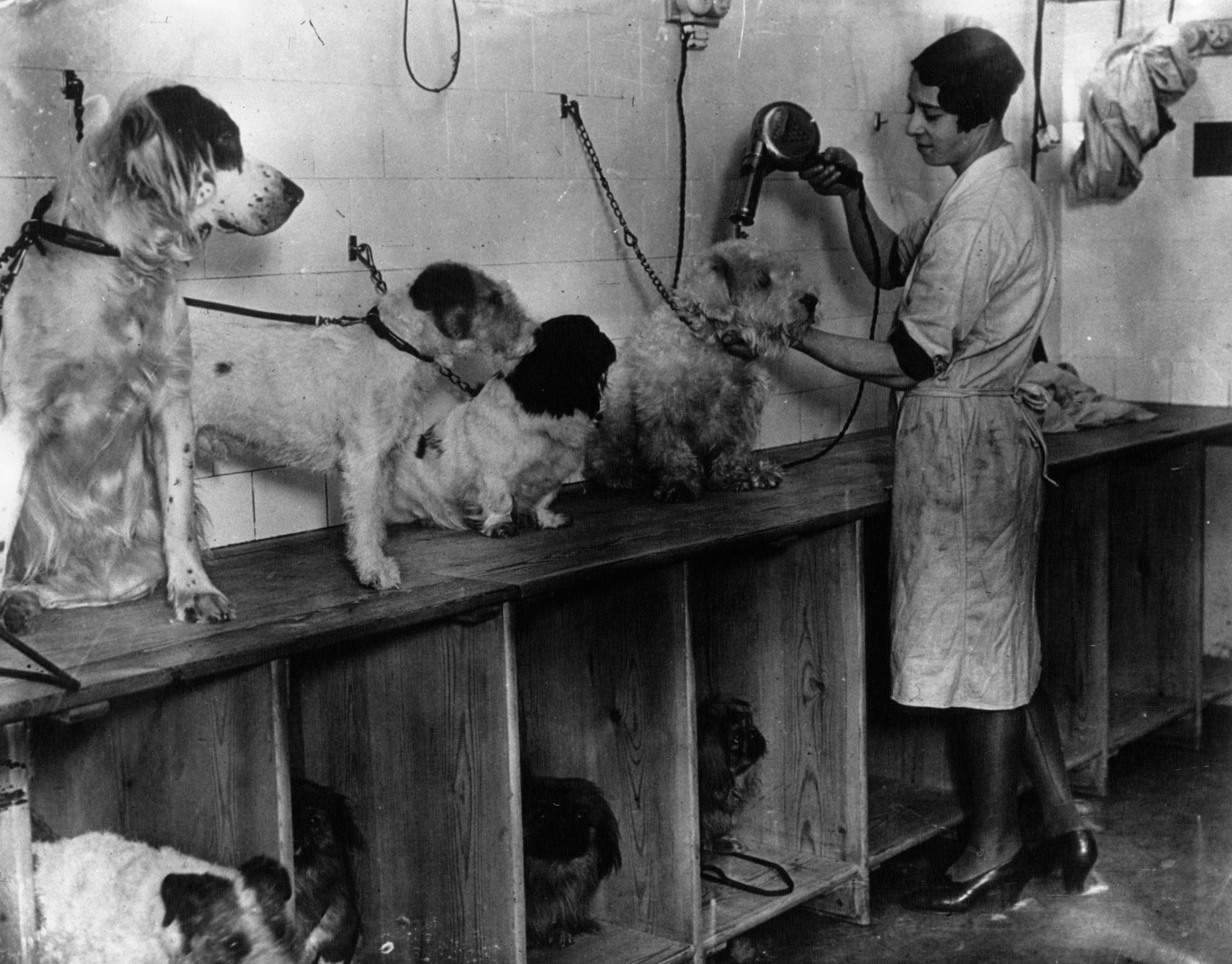
Toilettage des chiens en 1932.

Le toiletteur est un professionnel qui s'occupe du toilettage des animaux familiers : hygiène et entretien du poil, coupe des griffes, épilation des oreilles, tonte ou coupe ciseau du poil, ou simplement un bon brossage permettant le démêlage et le retrait du poil mort. Le chien est l'animal qui est le plus toiletté, mais le chat est de plus en plus présent dans les salons de toilettage et reste toutefois plus difficile à toiletter que le chien. Le toiletteur exerce soit dans un salon de toilettage, soit dans un camion itinérant aménagé, soit directement à domicile.

## Profession
Le toiletteur animalier est un professionnel à part entière : le métier ne s'improvise pas. Il doit avoir les connaissances et compétences nécessaires pour exercer, tant en biologie animale, cynotechnie, techniques gestuelles qu'en relation commerciale et en comptabilité. Sans oublier qu'en tant que professionnel, il se doit de savoir gérer son entreprise. Le toiletteur animalier, en plus de l'aspect hygiène (lavage, etc.) de l'animal qui lui est confié, doit être capable, de par son travail, de mettre en valeur les qualités morphologiques et de masquer les défauts de l'animal. Il se doit de connaître et de respecter les standards de toilette de chaque race.
Par contre, le toiletteur animalier ne peut exercer une activité de médecine vétérinaire, mais doit avoir des connaissances en parasitologie externe.
Il existe des études détaillées sur le métier de toiletteur animalier réalisées par la Chambre Nationale des Prestataires Animaliers.

## Formations et "Diplômes"
S'il n'existe en France aucune obligation de diplôme pour s'installer en qualité de toiletteur animalier, il existe une seule formation reconnue par la Branche Professionnelle et inscrite dans la grille de classification des emplois et des salaires : le C.T.M. Toiletteur Canin et Félin (Certificat Technique des Métiers). 
Il s’agit d’un Titre à Finalité Professionnelle équivalent de niveau V éducation nationale. Mis en œuvre à la demande du SNPCC, il est porté par l’APCMA (Assemblée Permanente des Chambres de Métiers et de l’Artisanat). Seules les certifications portées par l’APCMA peuvent avoir le nom de Titre à finalité Professionnelle.
Le CTM est le seul reconnu par les partenaires sociaux (Syndicats de Salariés et Organisations Professionnelles Patronales représentatives…). À ce titre, son inscription dans la grille des emplois implique la reconnaissance de compétences induisant un salaire supérieur au SMIC. 
Des chambres de métiers sont labellisées et désignent des centres de formation appelés « plateau technique » sur la base d’un cahier des charges précis. À ce jour, des C.F.A (Centre de Formation d’Apprenti(e)s) et M.F.R. (Maison Familiale et Rurale) sont reconnus plateaux techniques tant pour la formation d’apprenti(e)s que pour les formations adultes. Des centres privés ont également été validés sur la base du même cahier des charges et pour les formations adultes afin d’éclaircir le paysage des formations certifiantes.
Pour pouvoir utiliser le terme de formation certifiantes ou qualifiantes, celles-ci, en dehors de l’apprentissage, doivent pouvoir être financées par les dispositifs suivants :
- CIF,
- Période de Professionnalisation,
- Contrat de Professionnalisation,
- CPF (Compte Personnel de Formation) depuis le 1er janvier 2015.

Il peut exister d’autres formations enregistrées au R.N.C.P. (Répertoire National des Certifications Professionnelles), mais qui n’ont aucune reconnaissance de la branche professionnelle, et donc, ne sont pas inscrites sur la grille de classification des emplois.

## Convention Collective applicable
CONVENTION COLLECTIVE FLEURISTES, VENTE ET SERVICES DES ANIMAUX FAMILIERS (IDCC 1978)

## Presse
Il existe trois magazines professionnels consacrés au toilettage :
- La revue du toiletteur
- Les Échos du Toilettage
- Toilettage Magazine

Une Web Radio consacrée à la profession est en cours de mise en place :
- Toilettage Radio[3]

## Organisations Professionnelles Nationales
Deux syndicats ont obtenu la représentativité pour la profession de toiletteur :
- SNPCC[2]
- Prestanimalia

Le Syndicat National des Professions du Chien et du Chat (SNPCC), est une organisation professionnelle patronale représentative :
- des éleveurs canin et félin (car les toiletteurs font aussi les chats)
- des métiers de services liés à l’animal de compagnie : toiletteurs, éducateurs, éducateurs-comportementalistes et dresseurs, pensioneurs et handlers.

Il participe à toutes les tables de travail des ministères :
- de l’agriculture, de l’agroalimentaire et de la pêche,
- de l’écologie, du développement durable et de l’énergie,
- de l’artisanat, du commerce et du tourisme,
- de l’économie et des finances,
- de l’intérieur,
- du travail, de l’Emploi, de la Formation professionnelle et du Dialogue Social.

- siége en Commission Mixte Paritaire pour la branche "fleuristes, vente et services des animaux familiers"
- travaille avec l’A.P.C.M.A. pour la mise en place de titres à finalité professionnelle.
- membre de la Commission Nationale des Rencontres Animal et Société
- membre de la Commission Nationale de l’Identification des carnivores domestiques
- membre du Conseil National de la consommation sur les services à la personne
- membre de la Commission Nationale du Droit Européen de la Vente
- membre du groupe de travail Territoires ruraux
- membre du comité de la C.N.A.M.S.
- membre de la Commission Professionnelle Consultative "métiers de l’agriculture, de la transformation, des services et de l’aménagement des espaces." et représentants A.P.C.M.A.

IL existe d'autres organisations professionnelles non représentatives :
- la Fédération Française des Artisans du Toilettage Animalier (F.F.A.T.A.) [4].

- Le Synapses, syndicat professionnel créé en juillet 2011 défend les intérêts de tous les acteurs de la filière des animaux domestiques et non domestiques, quel que soit le type d'entreprises d'appartenance ou le statut de ces professionnels.

## Concours
La profession de Toiletteur Animalier participe au Concours National Annuel "Un des Meilleurs Apprentis de France", ou MAF, organisé par la Société Nationale des Meilleurs Ouvriers de France - MOF, association reconnue d'Utilité Publique,
Entre 2009 et 2011, la profession participe pour la première fois au Concours "Un des Meilleurs Ouvriers de France", ou MOF, organisé par la Chambre Nationale des Prestataires Animaliers PRESTANIMALIA en relation avec le COET. L'épreuve finale s'est déroulée le dimanche 22 mai 2011 dans le cadre du Forum du Toilettage et des Services Animaliers, organisé par PRESTANIMALIA au Parc Floral de Paris, et a vu le premier toiletteur animalier consacré "Meilleur Ouvrier de France" en la personne de Martial Carré.
Championnat de France de Toilettage et d'Esthétique Canine et Féline
Le Championnat de France de Toilettage et d'Esthétique Canine et Féline attribue tous les ans depuis plus de 25 ans de nombreux titres de Champion par catégorie et dans trois classes.
Les catégories sont réparties sur 4 demi-journées :
- Spaniel ou Chat

- Epilation (terrier, schnauzer, teckel poils durs...)

- Autres poils : toilette correspondant aux exigences du standard FCI  OU Toilette de salon : toute toilette sur toutes races, ne correspondant pas aux exigences d'une toilette FCI

- Caniche exposition (pour PRO) ; Caniche commercial (pour PRO) ; Caniche (pour ESPOIR PRO et FUTUR PRO)

Les classes d’engagement sont :
- FUTUR PRO : Toutes les personnes en formation de toilettage dans l'année civile sans que cette formation ne puisse dépasser 2 ans en section toilettage ou autre, à partir du moment où le métier pratiqué est le toilettage (sauf redoublement).

- ESPOIR PRO : Tout professionnel ou personne salariée dans le toilettage ou l'élevage ou ayant quitté la profession depuis moins de 6 mois qui participe pour la première ou la seconde fois à un concours de toilettage national ou international.

- PRO : Tous les toiletteurs ou éleveurs en exercice ou ayant quitté la profession depuis moins de 12 mois.

Chaque classe et dans chaque catégorie se voit attribuer le titre de CHAMPION DE France
Le final : Le titre convoité de MEILLEUR TOILETTEUR DE FRANCE est décerné au candidat qui a obtenu le plus de points en concourant au minimum dans TROIS CATEGORIES dont le caniche, l'épilation et, au choix, entre autres poils ou toilette de salon, spaniel ou chat.
- Organisateur du CHAMPIONNAT DE FRANCE: SNPCC 137 route de Bourg 01320 CHALAMONT